# Équipe d'Algérie de football à la Coupe d'Afrique des nations 2023
L’équipe d'Algérie de football participe à la Coupe d'Afrique des nations 2023 organisée en Côte d'Ivoire du 13 janvier au 11 février 2024. Il s'agit de la 20e participation des Fennecs, emmenés par Djamel Belmadi. Ils sont éliminés au premier tour après deux matchs nuls et une déafite.

## Qualifications
L'Algérie se qualifie dès la quatrième journée des éliminatoires avec quatre victoires en quatre matchs. Elle finit les qualifications invaincue, avec une victoire supplémentaire et un match nul.
| Rang | Équipe   | Pts | J | G | N | P | Bp | Bc | Diff |  | Résultats (▼ dom., ► ext.) |     |     |     |     |
| ---- | -------- | --- | - | - | - | - | -- | -- | ---- |  | -------------------------- | --- | --- | --- | --- |
| 1    | Algérie  | 16  | 6 | 5 | 1 | 0 | 9  | 2  | +7   |  | Algérie                    |     | 0-0 | 2-0 | 2-1 |
| 2    | Tanzanie | 8   | 6 | 2 | 2 | 2 | 3  | 4  | -1   |  | Tanzanie                   | 0-2 |     | 0-1 | 1-0 |
| 3    | Ouganda  | 7   | 6 | 1 | 1 | 3 | 5  | 6  | -1   |  | Ouganda                    | 1-2 | 0-1 |     | 1-1 |
| 4    | Niger    | 2   | 6 | 0 | 2 | 4 | 3  | 8  | -5   |  | Niger                      | 0-1 | 1-1 | 0-2 |     |

### Résultats
| 1re journée             | Algérie                      | 2 - 0   | Ouganda                |                                                            |                                                            |
| 4 juin 2022 20:00 UTC+1 | Mandi 28e · Belaïli 80e      | (1 - 0) |                        | Stade du 5-Juillet-1962, Alger Arbitrage : Mohamed Hussein | Stade du 5-Juillet-1962, Alger Arbitrage : Mohamed Hussein |
| 4 juin 2022 20:00 UTC+1 | Bensebaini 25e · Ghezzal 31e |         | 23e Aucho · 86e Mugabi | Stade du 5-Juillet-1962, Alger Arbitrage : Mohamed Hussein | Stade du 5-Juillet-1962, Alger Arbitrage : Mohamed Hussein |

| 2e journée              | Tanzanie                         | 0 - 2   | Algérie                             |                                                                          |                                                                          |
| 8 juin 2022 16:00 UTC+3 |                                  | (0 - 1) | 45+2e Bensebaini · 89e Amoura       | Benjamin Mkapa National Stadium, Dar es Salam Arbitrage : Mahmood Ismail | Benjamin Mkapa National Stadium, Dar es Salam Arbitrage : Mahmood Ismail |
| 8 juin 2022 16:00 UTC+3 | Miroshi 55e · Mwamnyeto (en) 66e |         | 3e Slimani · 82e Amoura · 87e Touba | Benjamin Mkapa National Stadium, Dar es Salam Arbitrage : Mahmood Ismail | Benjamin Mkapa National Stadium, Dar es Salam Arbitrage : Mahmood Ismail |

| 3e journée               | Algérie                          | 2 - 1                    | Niger     |                                                        |                                                        |
| 23 mars 2023 22:00 UTC+1 | Alhassane 54e (csc) · Mahrez 88e | (0 - 1)                  | 38e Sosah | Stade Nelson-Mandela, Alger Arbitrage : Mahmood Ismail | Stade Nelson-Mandela, Alger Arbitrage : Mahmood Ismail |
| 23 mars 2023 22:00 UTC+1 |                                  | 78e Moumouni · 82e Djibo |           | Stade Nelson-Mandela, Alger Arbitrage : Mahmood Ismail | Stade Nelson-Mandela, Alger Arbitrage : Mahmood Ismail |

| 4e journée               | Niger      | 0 - 1   | Algérie                                  |                                                           |                                                           |
| 27 mars 2023 17:00 UTC+1 |            | (0 - 1) | 6e Bounedjah                             | Stade olympique de Radès, Tunis Arbitrage : Boubou Traoré | Stade olympique de Radès, Tunis Arbitrage : Boubou Traoré |
| 27 mars 2023 17:00 UTC+1 | Yakubu 52e |         | 27e Delort · 42e Bennacer · 84e Bentaleb | Stade olympique de Radès, Tunis Arbitrage : Boubou Traoré | Stade olympique de Radès, Tunis Arbitrage : Boubou Traoré |

| 5e journée               | Ouganda        | 1 - 2   | Algérie        |                                                                          |                                                                          |
| 18 juin 2023 16:00 UTC+3 | Bayo 88e       | (0 - 1) | 42e 66e Amoura | Complexe multisports de Japoma, Douala Arbitrage : Pierre Ghislain Atcho | Complexe multisports de Japoma, Douala Arbitrage : Pierre Ghislain Atcho |
| 18 juin 2023 16:00 UTC+3 | Byaruhanga 44e |         | 90+1e Mandrea  | Complexe multisports de Japoma, Douala Arbitrage : Pierre Ghislain Atcho | Complexe multisports de Japoma, Douala Arbitrage : Pierre Ghislain Atcho |

| 6e journée                   | Algérie | 0 - 0   | Tanzanie |                                                                     |                                                                     |
| 7 septembre 2023 20:00 UTC+1 |         | (0 - 0) |          | Stade du 19-Mai-1956, Annaba Arbitrage : Djindo Louis Houngnandande | Stade du 19-Mai-1956, Annaba Arbitrage : Djindo Louis Houngnandande |

### Statistiques

#### Buteurs
| Buts | Joueurs                                                                       |
| ---- | ----------------------------------------------------------------------------- |
| 3    | Mohamed Amoura                                                                |
| 1    | Youcef Belaïli, Ramy Bensebaïni, Baghdad Bounedjah, Riyad Mahrez, Aïssa Mandi |
| csc  | Rahim Alhassane                                                               |

## Compétition

### Tirage au sort
Le tirage au sort de la CAN 2023 est effectué le 12 octobre 2023 au Parc des expositions d’Abidjan. L'Algérie, quatrième nation africaine au classement FIFA (34e), est placée dans le chapeau 1. Le tirage place les Fennecs dans le groupe D, avec le Burkina Faso (chapeau 2, 58e au classement FIFA), la Mauritanie (chapeau 3, 99e) et l'Angola (chapeau 4, 117e).

### Effectif
Le sélectionneur Djamel Belmadi dévoile une liste de 26 joueurs le 29 décembre 2023. Amine Gouiri et Raïs M'Bolhi se blessent au début de la préparation. L'attaquant rentre se soigner auprès de son club tandis que le gardien reste dans le groupe. Moustapha Zeghba est appelé en renfort comme quatrième gardien.

### Premier tour
| Rang | Équipe       | Pts | J | G | N | P | Bp | Bc | Diff |
| ---- | ------------ | --- | - | - | - | - | -- | -- | ---- |
| 1    | Angola       | 7   | 3 | 2 | 1 | 0 | 6  | 3  | +3   |
| 2    | Burkina Faso | 4   | 3 | 1 | 1 | 1 | 3  | 4  | -1   |
| 3    | Mauritanie   | 3   | 3 | 1 | 0 | 2 | 3  | 4  | -1   |
| 4    | Algérie      | 2   | 3 | 0 | 2 | 1 | 3  | 4  | -1   |

| 1re journée           | Algérie                                                 | 1 – 1   | Angola              | Stade de Bouaké, Bouaké                  |                                          |
| 15 janvier 2024 20h00 | Bounedjah 18e                                           | (1 - 0) | 68e (pen.) Mabululu | Spectateurs : 19 740 Arbitrage : Issa Sy | Spectateurs : 19 740 Arbitrage : Issa Sy |
| 15 janvier 2024 20h00 | Bensebaïni 35e · Bentaleb 48e · Bennacer 52e · Atal 79e | Rapport | 32e Fortuna         | Spectateurs : 19 740 Arbitrage : Issa Sy | Spectateurs : 19 740 Arbitrage : Issa Sy |

| 2e journée            | Algérie                          | 2 – 2   | Burkina Faso                                                      | Stade de Bouaké, Bouaké                       |                                               |
| 20 janvier 2024 14h00 | Bounedjah 51e 90+5e              | (0 - 1) | 45+3e Konaté · 71e (pen.) Traoré                                  | Spectateurs : 33 501 Arbitrage : Abongile Tom | Spectateurs : 33 501 Arbitrage : Abongile Tom |
| 20 janvier 2024 14h00 | Bensebaïni 53e · Bounedjah 90+6e | Rapport | 17e Nagalo · 23e Sangaré · 62e Konaté · 90+2e Djiga · 90+8e Touré | Spectateurs : 33 501 Arbitrage : Abongile Tom | Spectateurs : 33 501 Arbitrage : Abongile Tom |

| 3e journée            | Algérie                                  | 0 – 1   | Mauritanie                          | Stade de Bouaké, Bouaké                                |                                                        |
| 23 janvier 2024 20h00 |                                          | (0 - 1) | 37e Dellahi Yali                    | Spectateurs : 28 010 Arbitrage : Omar Abdulkadir Artan | Spectateurs : 28 010 Arbitrage : Omar Abdulkadir Artan |
| 23 janvier 2024 20h00 | Amoura 45+4e · Slimani 76e · Belaïli 84e | Rapport | 21e Bodda · 45+4e L. Ba · 53e Koita | Spectateurs : 28 010 Arbitrage : Omar Abdulkadir Artan | Spectateurs : 28 010 Arbitrage : Omar Abdulkadir Artan |

### Buteurs
| Buts | Joueurs           | Adversaires                 |
| ---- | ----------------- | --------------------------- |
| 3    | Baghdad Bounedjah | Angola (1) Burkina Faso (2) |